# VF Group-Bardiani CSF-Faizané
El VF Group-Bardiani CSF-Faizané (codi UCI: VBF) és un equip ciclista italià de categoria professional continental que participa en els Circuits continentals de ciclisme, principalment l'UCI Europa Tour, així com les curses de l'UCI World Tour en les quals és convidat. Creat el 1982 per Bruno Reverberi, el nom de l'equip ha anat canviant segons quin hagi estat el seu patrocinador principal: Termolan, Santini, Selca, Italbonifica, Navigare, Scrigno i Panaria.

## Principals resultats

### Curses per etapes
- Volta a Dinamarca: 1996 (Fabrizio Guidi)
- Brixia Tour: 2005 (Emanuele Sella), 2010 (Domenico Pozzovivo)
- Adriatica Ionica Race: 2022 (Filippo Zana)

### Resultats a les grans voltes
- Giro d'Itàlia
  - 40 participacions (1982, 1983, 1984, 1985, 1986, 1987, 1988, 1989, 1990, 1991, 1992, 1993, 1994, 1995, 1996, 1997, 1998, 1999, 2000, 2001, 2002, 2003, 2004, 2005, 2006, 2007, 2008, 2010, 2011, 2012, 2013, 2014, 2015, 2016, 2017, 2018, 2019, 2020, 2021, 2022)
  - 25 victòries d'etapa:
    - 1 el 1988: Patrizio Gambirasio
    - 2 el 1990: Stefano Allocchio (2)
    - 1 el 1993: Fabiano Fontanelli
    - 1 el 1994: Stefano Zanini
    - 1 el 2001: Julio Alberto Pérez Cuapio
    - 2 el 2002: Julio Alberto Pérez Cuapio (2)
    - 1 el 2004: Emanuele Sella
    - 2 el 2005: Brett Lancaster, Luca Mazzanti
    - 1 el 2006: Luis Felipe Laverde
    - 1 el 2007: Luis Felipe Laverde
    - 4 el 2008: Emanuele Sella (3), Matteo Priamo
    - 1 el 2010: Manuel Belletti
    - 1 el 2012: Domenico Pozzovivo
    - 1 el 2013: Enrico Battaglin
    - 3 el 2014: Marco Canola, Enrico Battaglin, Stefano Pirazzi
    - 1 el 2015: Nicola Boem
    - 1 el 2016: Giulio Ciccone

  - 7 classificacions secundàries
    - 1987: Classificació dels joves (Roberto Conti)
    - 1996: Classificació per punts (Fabrizio Guidi)
    - 2002: Gran Premi de la muntanya (Julio Alberto Perez Cuapio)
    - 2008: Gran Premi de la muntanya (Emanuele Sella)
    - 2008: Premi de la Combativitat (Emanuele Sella)
    - 2008: Classificació per equips per temps
    - 2013: Gran Premi de la muntanya (Stefano Pirazzi)
- Tour de França
  - 1 participació (1985)
- Volta a Espanya
  - 5 participacions (1993, 1994, 1996, 1997, 2001)
  - 2 victòries d'etapa:
    - 2 en 1996: Biagio Conte (2)

### Campionats nacionals
- Campionat d'Austràlia en contrarellotge: 2002 (Nathan O'Neill)
- Campionat d'Itàlia en ruta: 1993 i 1994 (Massimo Podenzana)
- Campionat d'Ucraïna en ruta: 1998 i 2000 (Vladímir Duma)
- Campionat d'Ucraïna en contrarellotge: 2003 (Sergiy Matveyev)

## Composició de l'equip 2024
| Llista de l'equip 2024                   | Llista de l'equip 2024 | Llista de l'equip 2024                 | Llista de l'equip 2024 |
| Ciclista                                 | Data de naixement      | Equip previ                            |                        |
| ---------------------------------------- | ---------------------- | -------------------------------------- | ---------------------- |
| Federico Biagini                         | 20 de juny de 2003     | Zalf Euromobil Fior (2023)             |                        |
| Luca Colnaghi                            | 14 de gener de 1999    | Zalf Euromobil Fior (2021)             |                        |
| Lorenzo Conforti                         | 22 de maig de 2004     |                                        |                        |
| Luca Covili                              | 10 de febrer de 1997   | Mastromarco Sensi Nibali (2018)        |                        |
| Filippo Fiorelli                         | 19 de novembre de 1994 | Delio Gallina-Colosio (2016)           |                        |
| Davide Gabburo                           | 1 de abril de 1993     | Androni Giocattoli-Sidermec (2020)     |                        |
| Riccardo Lucca                           | 24 de febrer de 1997   | Work Service-Vitalcare-Dynatek (2022)  |                        |
| Filippo Magli                            | 29 de abril de 1999    |                                        |                        |
| Martin Marcellusi                        | 5 de abril de 2000     |                                        |                        |
| Alessio Martinelli                       | 26 de abril de 2001    | Colpack-Ballan (2021)                  |                        |
| Luca Paletti                             | 5 de juny de 2004      |                                        |                        |
| Giulio Pellizzari                        | 21 de novembre de 2003 | ASD U.C. Foligno (2021)                |                        |
| Alessandro Pinarello                     | 12 de juliol de 2003   |                                        |                        |
| Mattia Pinazzi                           | 4 de abril de 2001     | Arvedi Cycling (2023)                  |                        |
| Vicente Rojas                            | 30 de abril de 2002    | Swift Carbon Pro Cycling Brasil (2022) |                        |
| Matteo Scalco                            | 25 de juny de 2004     |                                        |                        |
| Manuele Tarozzi                          | 20 de juny de 1998     | #inEmiliaRomagna Cycling Team (2021)   |                        |
| Alex Tolio                               | 30 de març de 2000     | Zalf Euromobil Fior (2021)             |                        |
| Alessandro Tonelli                       | 29 de maig de 1992     | Zalf Euromobil Désirée Fior (2014)     |                        |
| Filippo Turconi                          | 20 de octubre de 2005  |                                        |                        |
| Enrico Zanoncello                        | 2 de agost de 1997     | Zalf Euromobil Désirée Fior (2020)     |                        |
| Samuele Zoccarato                        | 9 de gener de 1998     | Colpack-Ballan (2020)                  |                        |
| Domenico Pozzovivo (25 de feb–31 de des) | 30 de novembre de 1982 | Israel-Premier Tech (2023)             |                        |
|                                          |                        |                                        |                        |
| Font: ProCyclingStats                    |                        |                                        |                        |

## Classificacions UCI
Fins al 1998 els equips ciclistes es trobaven classificats dins l'UCI en una única categoria. El 1999 la classificació UCI per equips es dividí entre GSI, GSII i GSIII. D'acord amb aquesta classificació els Grups Esportius II són la segona divisió dels equips ciclistes professionals.
| Temporada | Classificació per equips | Millor ciclista en la classificació individual |
| --------- | ------------------------ | ---------------------------------------------- |
| 1995      | 26è                      | Michele Coppolillo (116è)                      |
| 1996      | 16è                      | Fabrizio Guidi (17è)                           |
| 1997      | 19è                      | Biagio Conte (54è)                             |
| 1998      | 26è                      | Filippo Casagrande (183è)                      |
| 1999      | 7è (GSII)                | Niklas Axelsson (96è)                          |
| 2000      | 15è (GSII)               | Niklas Axelsson (156è)                         |
| 2001      | 13è (GSII)               | Giuliano Figueras (25è)                        |
| 2002      | 10è (GSII)               | Julio Alberto Pérez (120è)                     |
| 2003      | 5è (GSII)                | Luca Mazzanti (108è)                           |
| 2004      | 4t (GSII)                | Luca Mazzanti (73è)                            |

A partir del 2005, l'equip participa en els Circuits continentals de ciclisme. La taula presenta les classificacions de l'equip al circuit, així com el millor ciclista individual.
UCI Àfrica Tour
| Temporada | Classificació per equips | Millor ciclista en la classificació individual |
| --------- | ------------------------ | ---------------------------------------------- |
| 2022      |                          | Henok Mulubrhan (4t)                           |
| 2023      |                          | Henok Mulubrhan (1r)                           |

UCI Amèrica Tour
| Temporada | Classificació per equips | Millor ciclista en la classificació individual |
| --------- | ------------------------ | ---------------------------------------------- |
| 2005      | 17è                      | Luis Felipe Laverde (79è)                      |
| 2008      | 33è                      | Maximiliano Richeze (158è)                     |
| 2009      | 37è                      | Guillermo Rubén Bongiorno (281è)               |
| 2012      | 47è                      | Sonny Colbrelli (393è)                         |
| 2014      | 26è                      | Sacha Modolo (70è)                             |
| 2015      | 33è                      | Sonny Colbrelli (139è)                         |
| 2017      | 19è                      | Giulio Ciccone (28è)                           |
| 2023      | -                        | Vicente Rojas (47è)                            |

UCI Àsia Tour
| Temporada | Classificació per equips | Millor ciclista en la classificació individual |
| --------- | ------------------------ | ---------------------------------------------- |
| 2005      | 5è                       | Graeme Brown (6è)                              |
| 2006      | 11è                      | Maximiliano Richeze (35è)                      |
| 2007      | 13è                      | Maximiliano Richeze (16è)                      |
| 2008      | 23è                      | Maximiliano Richeze (51è)                      |
| 2009      | 37è                      | Guillermo Rubén Bongiorno (140è)               |
| 2011      | 17è                      | Sacha Modolo (41è)                             |
| 2012      | 30è                      | Sonny Colbrelli (99è)                          |
| 2013      | 15è                      | Sacha Modolo (12è)                             |
| 2014      | 47è                      | Sonny Colbrelli (133è)                         |
| 2015      | 49è                      | Luca Chirico (126è)                            |
| 2016      | 60è                      | Luca Chirico (185è)                            |
| 2017      | 52è                      | Enrico Barbin (151è)                           |
| 2018      | 53è                      | Andrea Guardini (102è)                         |

UCI Europa Tour
| Temporada | Classificació per equips | Millor ciclista en la classificació individual |
| --------- | ------------------------ | ---------------------------------------------- |
| 2005      | 1r                       | Luca Mazzanti (7è)                             |
| 2006      | 6è                       | Luca Mazzanti (5è)                             |
| 2007      | 3r                       | Luca Mazzanti (2n)                             |
| 2008      | 15è                      | Maximiliano Richeze (56è)                      |
| 2009      | 18è                      | Domenico Pozzovivo (37è)                       |
| 2010      | 7è                       | Domenico Pozzovivo (4t)                        |
| 2011      | 3r                       | Sacha Modolo (9è)                              |
| 2012      | 11è                      | Domenico Pozzovivo (8è)                        |
| 2013      | 12è                      | Sacha Modolo (19è)                             |
| 2014      | 6è                       | Sonny Colbrelli (2n)                           |
| 2015      | 22è                      | Sonny Colbrelli (11è)                          |
| 2016      | 6è                       | Sonny Colbrelli (3r)                           |
| 2017      | 66è                      | Giulio Ciccone (318è)                          |
| 2018      | 26è                      | Giulio Ciccone (77è)                           |
| 2019      | 42è                      | Lorenzo Rota (402è)                            |
| 2020      | 33è                      | Daniel Savini (426è)                           |
| 2021      | 10è                      | Filippo Zana (113è)                            |
| 2022      | 10è                      | Filippo Zana (138è)                            |
| 2023      | 6è                       |                                                |

UCI Oceania Tour
| Temporada | Classificació per equips | Millor ciclista en la classificació individual |
| --------- | ------------------------ | ---------------------------------------------- |
| 2005      | 3r                       | Paride Grillo (5è)                             |
| 2006      | 24è                      | Brett Lancaster (49è)                          |

El 2010 l'equip disputa el Calendari mundial UCI.
| Temporada | Classificació per equips | Millor ciclista en la classificació individual |
| --------- | ------------------------ | ---------------------------------------------- |
| 2010      | 25è                      | Sacha Modolo (75è)                             |

El 2016 la Classificació mundial UCI passa a tenir en compte totes les proves UCI. Durant tres temporades existeix paral·lelament amb la classificació UCI World Tour i els circuits continentals. A partir del 2019 substitueix definitivament la classificació UCI World Tour.
| Temporada | Classificació per equips | Millor ciclista en la classificació individual |
| --------- | ------------------------ | ---------------------------------------------- |
| 2016      | -                        | Sonny Colbrelli (16è)                          |
| 2017      | -                        | Giulio Ciccone (332è)                          |
| 2018      | -                        | Giulio Ciccone (158è)                          |
| 2019      | 76è                      | Lorenzo Rota (525è)                            |
| 2020      | 57è                      | Daniel Savini (519è)                           |
| 2021      | 29è                      | Filippo Zana (133è)                            |
| 2022      | 29è                      | Henok Mulubrhan (155è)                         |
| 2023      | 24è                      | Henok Mulubrhan (107è)                         |